# Kiley May
Kiley May (* 1986 oder 1987) ist eine kanadische Schauspielerin, Drehbuchautorin und Filmemacherin.

## Leben
May lebte als Kind bei den Six Nations of the Grand River, einem Reservat in Ontario. Ihre Mutter ist Mohawk und ihr Vater ist Cayuga. Sie wurde postnatal als männlich identifiziert, war jedoch als Kind feminin. So erlebte sie Transphobie and Homophobie. Im Jahr 2007 verließ May das Reservat und zog nach Toronto, wo sie Journalismus an der Ryerson University studierte. May identifizierte sich ursprünglich als genderqueer und gender non-conforming, begann jedoch zuerst weibliche und dann neutrale Pronomina zu verwenden. Sie ist Two-Spirit-Aktivistin der Mohawk und Cayuga in Toronto.
2017 war May Youth Ambassador für Pride Toronto. Sie veranstaltete zudem ein Crowdfunding für eine Reise nach Montreal zur Genitalchirurgie. Im selben Jahr gab sie im Kurzfilm Pink: Diss ihr Schauspieldebüt. 2019 spielte sie im Blockbuster Es Kapitel 2 eine Indianerin vom fiktiven Shokopiwah-Stamm. Ab demselben Jahr bis einschließlich 2022 stellte sie in der Fernsehserie Coroner – Fachgebiet Mord die wiederkehrende Rolle der River Baitz dar.
2020 gewann May den Magee TV Diverse Screenwriters Award der Toronto Screenwriting Conference. Im selben Jahr hatte sie eine Episodenrolle in der Fernsehserie The D Cut inne. 2021 spielte sie die weibliche Hauptrolle im Kurzfilm Discretion, der am 20. Oktober 2021 auf dem imagineNATIVE Film and Media Arts Festival gezeigt wurde. Zusätzlich fungierte sie als Produzentin.

## Filmografie (Auswahl)

### Schauspiel
- 2017: Pink: Diss (Kurzfilm)
- 2019: Es Kapitel 2 (It Chapter Two)
- 2019: Queer Your Stories (Kurzfilm)
- 2019–2022: Coroner – Fachgebiet Mord (Coroner, Fernsehserie, 37 Episoden)
- 2020: The D Cut (Fernsehserie, Episode 1x02)
- 2021: Discretion (Kurzfilm)
- 2021: Disclosure (Kurzfilm)
- 2022: Soft

### Filmschaffende
- 2021: Discretion (Kurzfilm; Produktion)
- 2021: Disclosure (Kurzfilm; Produktion, Drehbuch)